# 卤煮火烧
卤煮火烧是北京特有的一种菜肴，起源于城南的南横街。以猪的下水和火烧烹制。

## 历史
卤煮火烧来源于清代宫廷小吃“苏造肉”。“苏造肉”是乾隆帝游江南时御用厨师发明，用五花肉煮制成。一般人吃不起五花肉，用猪头肉和下水来代替。

## 製作
將豬肺、五花肉或肥肉、豬大小腸、豆腐（乾豆腐或滷或炸）放進盛有滷湯的大鐵鍋裡煮。待到臨近中午或傍晚吃飯時間，在老湯中再加入燙麵火燒同煮，隨吃隨盛，其中火烧以外的食材合称“菜底”。

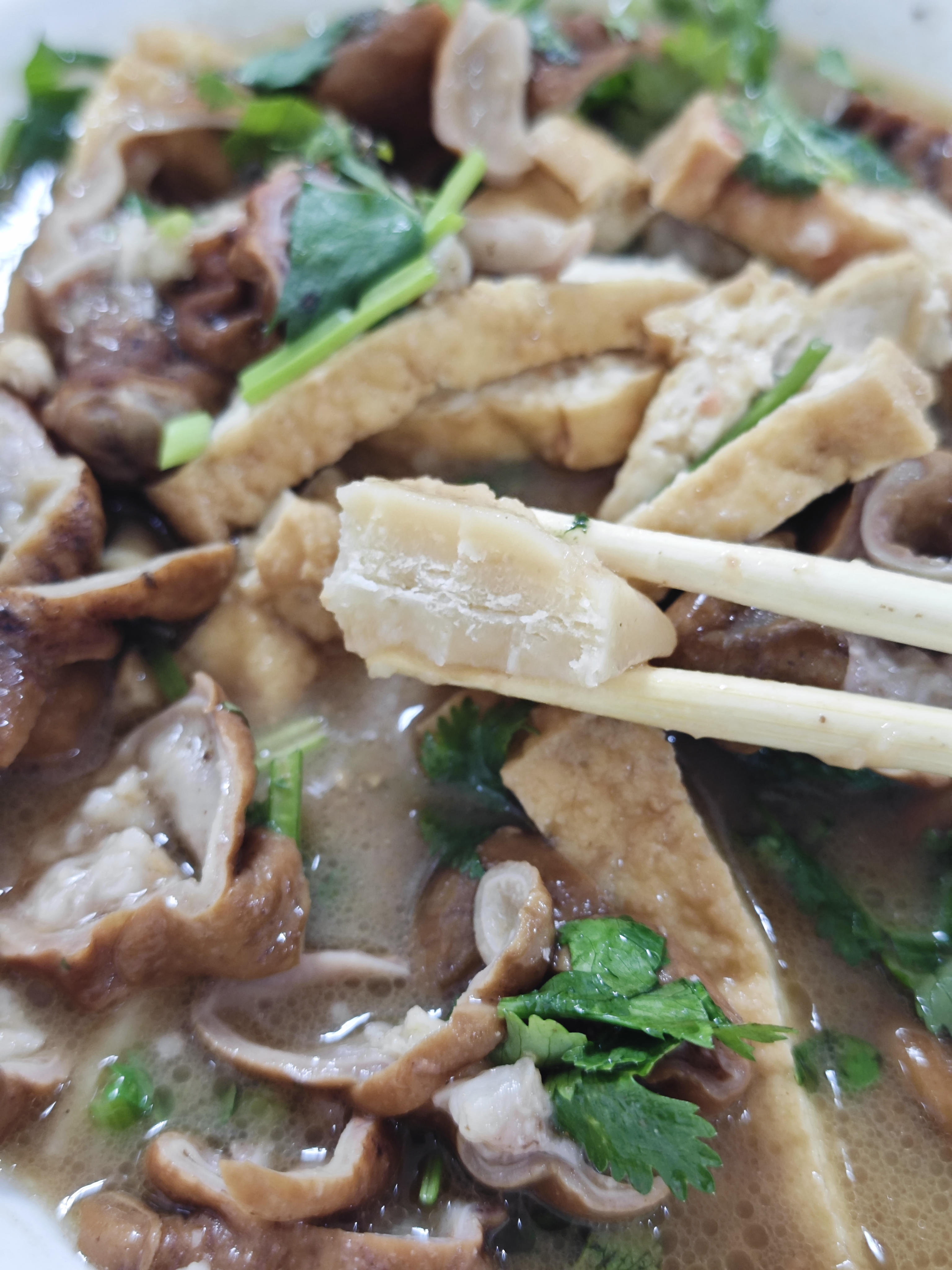
卤煮火烧中的火烧

## 食用
吃之前师傅现从锅内盛出各配料放到案板上改刀。火烧切“井”字，豆腐切成三角形或菱形，小肠、肺头改刀为小块。一并放进碗里，浇上锅中老汤，吃前依个人口味加蒜泥、酱豆腐汁、辣椒油、韭菜花、香菜等。

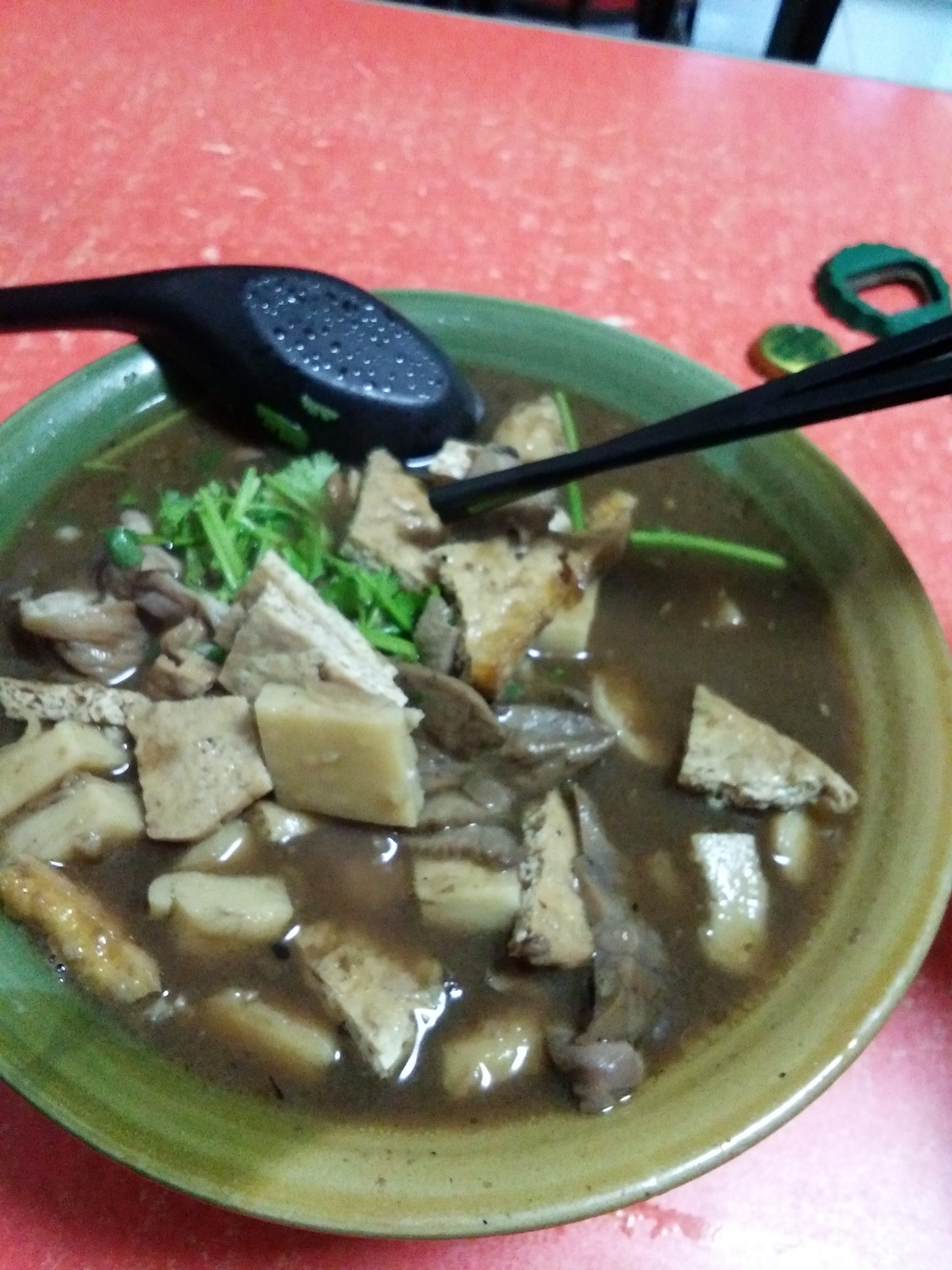
邯郸地区的卤煮火烧
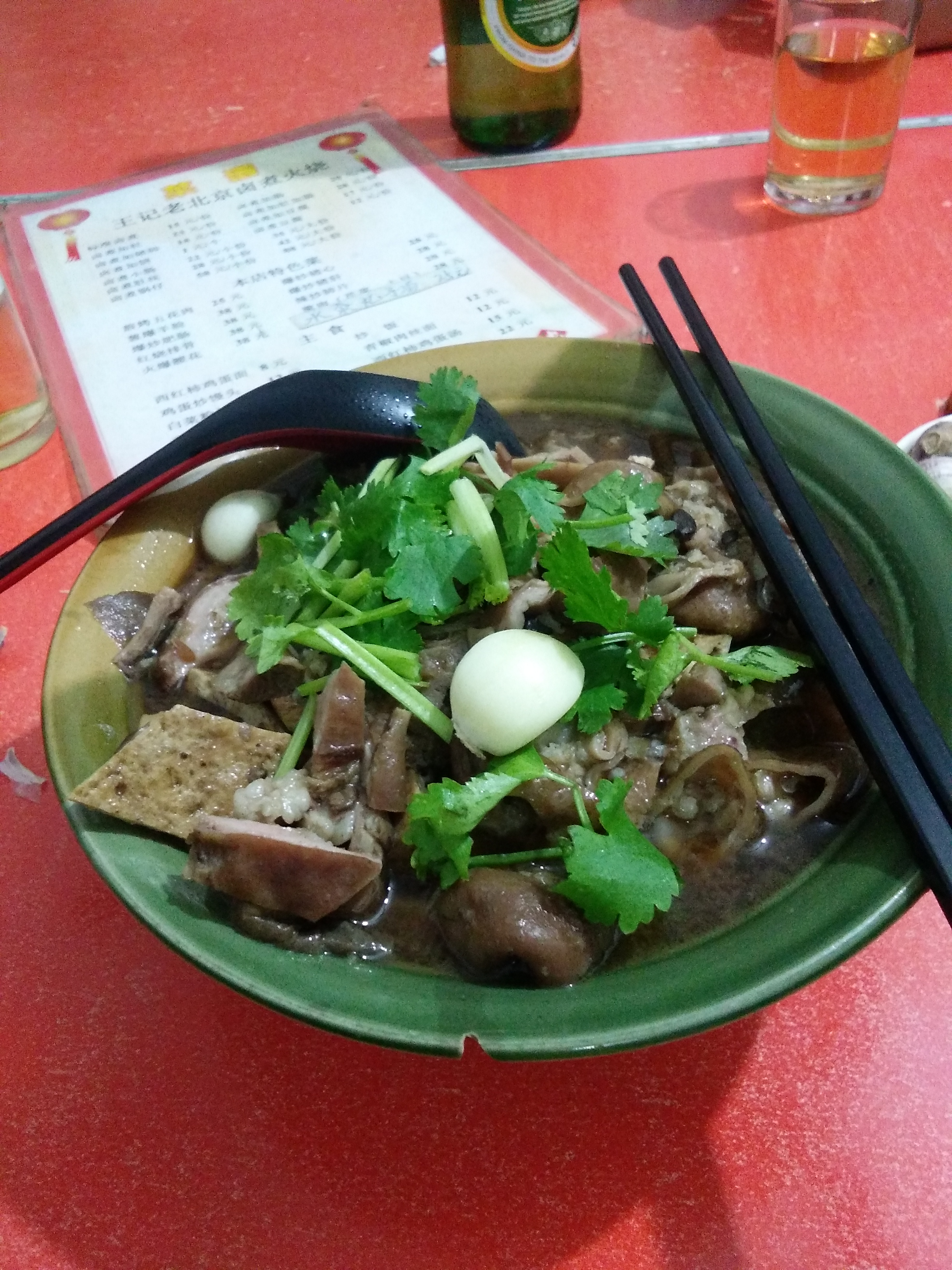
邯郸地区的卤煮火烧

## 著名店铺
- 小肠陈
- 卤煮张
- 北新桥卤煮火烧